# Minoru Betsuyaku
Minoru Betsuyaku (別役 実, Betsuyaku Minoru, également Betchaku Minoru; né le 4 juin 1937 en Mandchourie et mort le 3 mars 2020) est un dramaturge, essayiste et critique littéraire japonais. Il est marié à l'actrice et seiyū Yūko Kusunoki.

## Biographie
Betsuyaku grandit en Mandchourie pendant la Seconde Guerre mondiale et rentre au Japon avec sa mère en 1946 après avoir perdu son père. Il commence des études de journalisme à l'université Waseda en 1958. Il y rencontre le metteur en scène d'avant-garde Tadashi Suzuki (en) avec qui il travaillera pendant plus de vingt ans.
En 1960, il prend part aux protestations contre le Traité de coopération mutuelle et de sécurité entre les États-Unis et le Japon. Il quitte l'université Wasada et commence une carrière de dramaturge. Il rejoint le groupe Jiyū  Butai (自由舞台, « Scène libre »), pour lequel il écrit en 1962 la pièce Zō (« Éléphant »).
Betsuyaku est lauréat de l'édition 1968 du prix Kunio Kishida du théâtre pour les pièces Matchi uri no shōjo et Akai tori no ifo fūkei. Avec Suzuki et l'acteur Seki Ono, il fonde le Waseda Shōgekijō en 1966, troupe qu'il quitte en 1969 pour devenir dramaturge indépendant.
Il a écrit près d'une centaine de pièces comme Bungakuza et Gekidan En, principalement pour les groupes Shingeki. Il reçoit le prix Yomiuri en 1987 et en 2008 est distingué par le prix Asahi pour sa contribution à l'établissement du théâtre de l'absurde au Japon.

## Œuvres (sélection)
- Byōin no aru fūkei (病院のある風景)

## Source de la traduction
- (de) Cet article est partiellement ou en totalité issu de l’article de Wikipédia en allemand intitulé « Minoru Betsuyaku » (voir la liste des auteurs).